# Panis angelicus
Panis angelicus (slov. ‚Angelski kruh‘) je del pesnitve Sacris solemniis, ki jo je v latinskem jeziku napisal sv. Tomaž Akvinski za bogoslužje slovesnega praznika Svetega Rešnjega Telesa in Krvi l. 1264. Takrat je namreč papež Urban IV. uvedel ta praznik za celotno katoliško Cerkev, sv. Tomažu pa pripisujejo vse z njim povezane speve, kot so še Pange Lingua, Adoro te devote, Verbum supernum prodiens in pesem slednica Lauda Sion.
Ker sta bili zadnji dve kitici ‚Sacris solemniis‘ večkrat samostojno uglasbeni, so začetne besede predzadnje kitice ‚Panis angelicus‘ hkrati tudi naslov tako nastalega speva, ki se v cerkveni glasbi in bogoslužju še vedno pogosto izvaja, kot npr. med sv. obhajilom ali pri izpostavitvi oz. češčenju Najsvetejšega. 
Med raznimi melodijami je najbolj znana uglasbitev Césarja Francka za tenor, harfo, čelo in orgle iz l. 1872, ki jo je kasneje vključil v že l. 1860 napisano Messe solennelle à trois voix op. 12 (FMV 61). Izvedba pevca Johna McCormacka l. 1932 v Parku Phoenix v Dublinu velja za enega vrhuncev njegove kariere. Franckova uglasbitev sodi v običajni repertoar mnogih tenorjev kot so npr. Luciano Pavarotti, Plácido Domingo, Andrea Bocelli in Roberto Alagna, pa tudi sopranistk kot so Charlotte Church, Kathleen Battle in skupin Celtic Woman in Il Divo. Zaradi svoje popularnosti je spev postal priljubljen tudi pri cerkvenih porokah, čeprav liturgično in po vsebini ne ustreza najbolje tej priložnosti. 

## BesediloPanis angelicus
| Latinsko | Slovensko |
| --- | --- |
| Panis angelicus fit panis hominum; Dat panis coelicus figuris terminum. O res mirabilis: manducat Dominum pauper, servus et humilis. Te trina Deitas unaque poscimus: Sic nos tu visita, sicut te colimus; Per tuas semitas duc nos quo tendimus, Ad lucem quam inhabitas. Amen. | Angelski kruh postane kruh ljudi; kruh iz nebes konča vse predpodobe. O čudež: Gospoda zaužije ubogi in ponižni služabnik. Tebe, troedini Bog, prosimo: obišči nas, kakor Te častimo. po svojih poteh nas vodi tja kamor hrepenimo priti: k luči, v kateri prebivaš. Amen. |

## Povezave
- celotno besedilo Sacris Solemniis
- ‚Panis angelicus‘ izvedba: Luciano Pavarotti